# Ilhéu Laja Branca
Ilhéu Laja Branca (w języku kreolskim Wysp Zielonego Przylądka: Idjéu Laja Branka, języku kreolskim São Vicente: Ilhéu Laja Branka) – wysepka położona około 400 m na północ od najbliższego wybrzeża wyspy Maio, jednej spośród Wysp Zielonego Przylądka.
Administracyjnie Ilhéu Laja Branca jest częścią jednostki samorządowej Maio. Wysepka ma pochodzenie wulkaniczne i kiedyś była połączona z sąsiednią wyspą.

## Geografia
Na wyspie w zasadzie brak jest roślinności. Jej długość wynosi około 80 m, a szerokość około 70 m. Wysepka jest widoczna z północno-wschodniej części Maio oraz z jej gór. Ze względu na płaski krajobraz wysepki, można z niej obejrzeć tylko pobliskie góry i północne rejony sąsiedniej wyspy.